# Букиттинги
Букитти́нги (индон. Bukittinggi) — город в Индонезии, входит в состав провинции Западная Суматра. Территория города выделена в самостоятельную административную единицу — муниципалитет.

## География
Город находится в центральной части провинции, на западе острова Суматра, поблизости от вулканов Сингаланг и Мерапи. Абсолютная высота — 918 метров над уровнем моря.

Букиттинги расположен на расстоянии приблизительно 65 километров к северу от Паданга, административного центра провинции.
В 20 км к западу от города расположено озеро Манинджау, а посередине между озером и городом — пещера Иниак-Джанун.

## Административное деление
Территория муниципалитета Букиттингги подразделяется на три района (kecamatan), которые в свою очередь делятся на 24 сельских поселения (kelurahan). Общая площадь муниципалитета — 25,24 км².

## История
Город был основан в 1825 году голландцами как военное укрепление, которое получило название Форт-де-Кок — в честь нидерландского военного и государственного деятеля Хендрика Меркуса де Кока. Во время Второй мировой войны Суматра была оккупирована японскими войсками, и в 1943 году в Букиттинги из Сингапура был перенесён штаб 25-й японской армии. В 1949 году город был официально переименован в Букиттинги. C декабря 1948 по июль 1949 был временной столицей Индонезии.

## Население
По данным официальной переписи 2010 года, население составляло 111 312 человек.
Динамика численности населения города по годам:
| 1990   | 2000   | 2005    | 2010    | 2012    |
| ------ | ------ | ------- | ------- | ------- |
| 72 093 | 89 393 | 100 512 | 111 312 | 115 512 |

В национальном составе преобладают представители народности минангкабау, также представлены китайцы, яванцы, тамилы и батаки.

## Транспорт
Ближайший аэропорт расположен в городе Паданг.